# Austrolebias quirogai
Austrolebias quirogai es un pez anual el cual integra el género Austrolebias, de la familia de los rivulinos del orden Ciprinodontiformes.

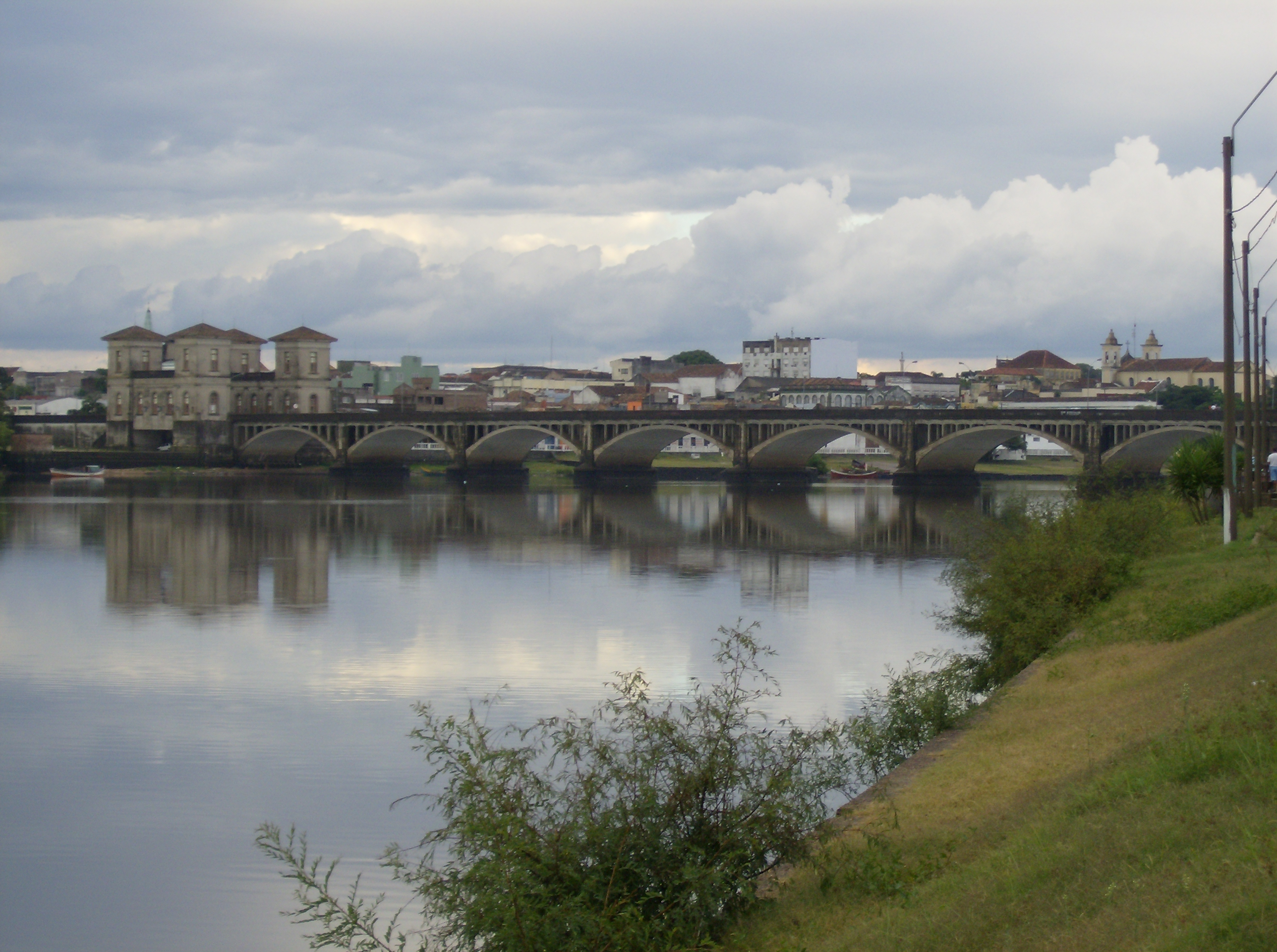
El río Yaguarón, visto desde la ciudad uruguaya de Río Branco, con la ciudad brasileña de Yaguarón al otro lado del río. En su alta cuenca se encuentra este taxón.

## Distribución geográfica
Esta especie habita en el centro-este de América del Sur, en la cuenca del río Uruguay inferior, en el centro-norte del Uruguay. Es endémica de charcos y humedales temporarios de la cuenca oriental del río Negro (desde su sector medio hasta sus nacientes). Esta área pertenece a la ecorregión de agua dulce Uruguay inferior.
También habita en la alta cuenca del río Yaguarón, afluente de la laguna Merín. Esta área pertenece a la ecorregión de agua dulce laguna dos Patos.

## Características
Esta especie se separa de todos sus congéneres por tener un patrón único de pigmentación del cuerpo y de las aletas de los machos, que consiste en un color azulado uniforme con fondo gris en el cuerpo careciendo de bandas verticales, y por la pigmentación uniforme de las aletas impares. También se puede distinguir por la combinación de caracteres asociados con escamaciones reducidas en la región abdominal, en el preopérculo, y en el opérculo. La reducción en el número de escamas en el abdomen se presenta de tres maneras: abdomen completamente desnudo, solo una fila ventral de escamas pequeñas, o solo desnuda el área por debajo de la aleta pectoral (versus tener la escamación siempre ausente en la parte anterior del abdomen como en Austrolebias gymnoventris). La región del preopérculo se presenta, o bien totalmente desnuda, o solo tiene unas pocas escamas presentes en la zona al, (versus tener la región preopercular siempre desnuda en Austrolebias gymnoventris). La región opercular puede presentarse desde estar completamente desnuda, a estarlo solo en el borde distal (frente a tener desnudo solo el borde opercular distal, como en Austrolebias gymnoventris). Sin embargo, en los ejemplares extremadamente grandes (machos mayores de 40 mm - hembras mayores de 34 mm) —los que representan menos del 7 % de los individuos analizados—, las escamas casi cubren completamente las regiones preoperculares, opercular, y abdominal. Posee 28 - 31 vértebras. La longitud máxima es de 4,8 cm.

## Taxonomía
Fue descrita originalmente por los ictiólogos >Marcelo Loureiro Barrella, Alejandro Duarte, y Matias Zarucki Rodríguez, en el año 2011.

### Etimología
La etimología de su denominación científica es la siguiente:
Austrolebias: Compuesto de Austro: 'austral', y Lebias: un taxón de pequeños peces; quirogai: por Horacio Quiroga, escritor uruguayo del siglo XX, cuyos cuentos y fábulas sobre la base de su vida en la selva misionera inspiraron a los autores a explorar la naturaleza y sus misterios. Este epíteto específico se utiliza como un patronímico.